# Визонкур
Визонку́р (фр. Visoncourt) — коммуна во Франции, находится в регионе Франш-Конте. Департамент — Верхняя Сона. Входит в состав кантона Сен-Совёр. Округ коммуны — Люр.
Код INSEE коммуны — 70571.

## География
Коммуна расположена приблизительно в 320 км к юго-востоку от Парижа, в 65 км севернее Безансона, в 19 км к северо-востоку от Везуля.
Западная часть коммуны покрыта лесами.

## Население
Население коммуны на 2010 год составляло 32 человека.
| 1962 | 1968 | 1975 | 1982 | 1990 | 1999 | 2010 |
| ---- | ---- | ---- | ---- | ---- | ---- | ---- |
| 52   | 44   | 39   | 36   | 39   | 37   | 32   |

## Экономика
В 2010 году среди 18 человек трудоспособного возраста (15—64 лет) 14 были экономически активными, 4 — неактивными (показатель активности — 77,8 %, в 1999 году было 70,4 %). Из 14 активных жителей работали 14 человек (9 мужчин и 5 женщин), безработных не было. Среди 4 неактивных 0 человек были учениками или студентами, 1 — пенсионером, 3 были неактивными по другим причинам.